# San Saturnino de Froyán
Froyán (llamada oficialmente San Sadurniño de Froián) es una parroquia española del municipio de Sarria, en la provincia de Lugo, Galicia.

## Otras denominaciones
La parroquia también es conocida por los nombres de San Sadornino de Froián, San Sadurnino de Froián y San Saturnino de Froyán.

## Organización territorial
La parroquia está formada por seis entidades de población, constando dos de ellas en el nomenclátor del Instituto Nacional de Estadística español:
- Airexe
- Barreiro (O Barreiro)
- Pinar
- Quintela
- Regueiro
- Teivente

## Demografía
| Gráfica de evolución demográfica de Froyán entre 2000 y 2021 |
|                                                              |
| Datos según el nomenclátor publicado por el INE.             |